# Konstruerbar kärve
Inom matematiken är en konstruerbar kärve en kärve av abelska grupper över något topologiskt rum X så att X är unionen av ett ändligt antal lokalt slutna delmängder så att kärven är en lokalt sliten kärve på alla av delmängderna. Den är en generalisering av begreppet konstruerbar topologi i klassisk algebraisk geometri.
I étalekohomologi definieras konstruerbara kärven på ett liknande sätt (Deligne 1977, IV.3). En kärve av abelska grupper på ett Noetherskt schema säges vara konstruerbart om schemat har ett ändligt täcke av delscheman på vilka kärven är lokalt konstant konstruerbar (vilket betyder att den är representerad av ett étalt täcke). Konstruerbara kärven bildar en abelsk kategori.
Ändlighetssatsen i étalekohomologi säger att högre direkta bilderna av konstruerbara kärven är konstruerbara.